# Bitterballen
Bitterballen (plural de bitterbal) é um tipo de salgado típico dos Países Baixos. Os bitterballen são, essencialmente, uma versão redonda e de menor tamanho do croquete holandês.
A receita é extremamente comum nos Países Baixos, mas também pode ser encontrada na Bélgica, na Indonésia, no Suriname e nas Antilhas Neerlandesas.
O nome do prato (lit. bolas amargas) é derivado não do sabor da receita, mas da prática de seu consumo, que historicamente era servido acompanhado de bitter ou de Jenever (bebida conhecida como "gin holandês").
As porções de bitterballen são servidas acompanhadas de molho de mostarda, para mergulhar.

## Preparação
O bitterbal típico é preparado com base em uma espécie de guisado muito denso e grosso (ragout), feito a partir de roux, misturado com pedaços pequenos de carne picada. A mistura é então refrigerada por algumas horas para que alcance a consistência necessária; algumas versões usam gelatina para que ela não desenforme. A massa é então moldada em pequenas bolinhas entre 2 e 4cm de diâmetro, que são empanadas em ovo batido e farinha de rosca. Os bitterballen podem ser fritos em óleo ou assados.
Os temperos utilizados, geralmente, incluem sal, pimenta, cebola, salsa e noz-moscada; folhas de louro e suco de limão são comuns. Curry e mostarda, escura ou em grãos, também são incluídos na maior parte das receitas. Vegetais como cenoura, salsão e alho-poró picados também podem ser utilizados na preparação.
Apesar da receita original utilizar carne bovina, versões com frango e vegetarianas são igualmente populares. Dentre as vegetarianas, as mais comuns são recheadas com queijo e/ou champignons.
Há variações que utilizam purê de batatas no lugar da massa de roux.